# Alvis 4.3 litre

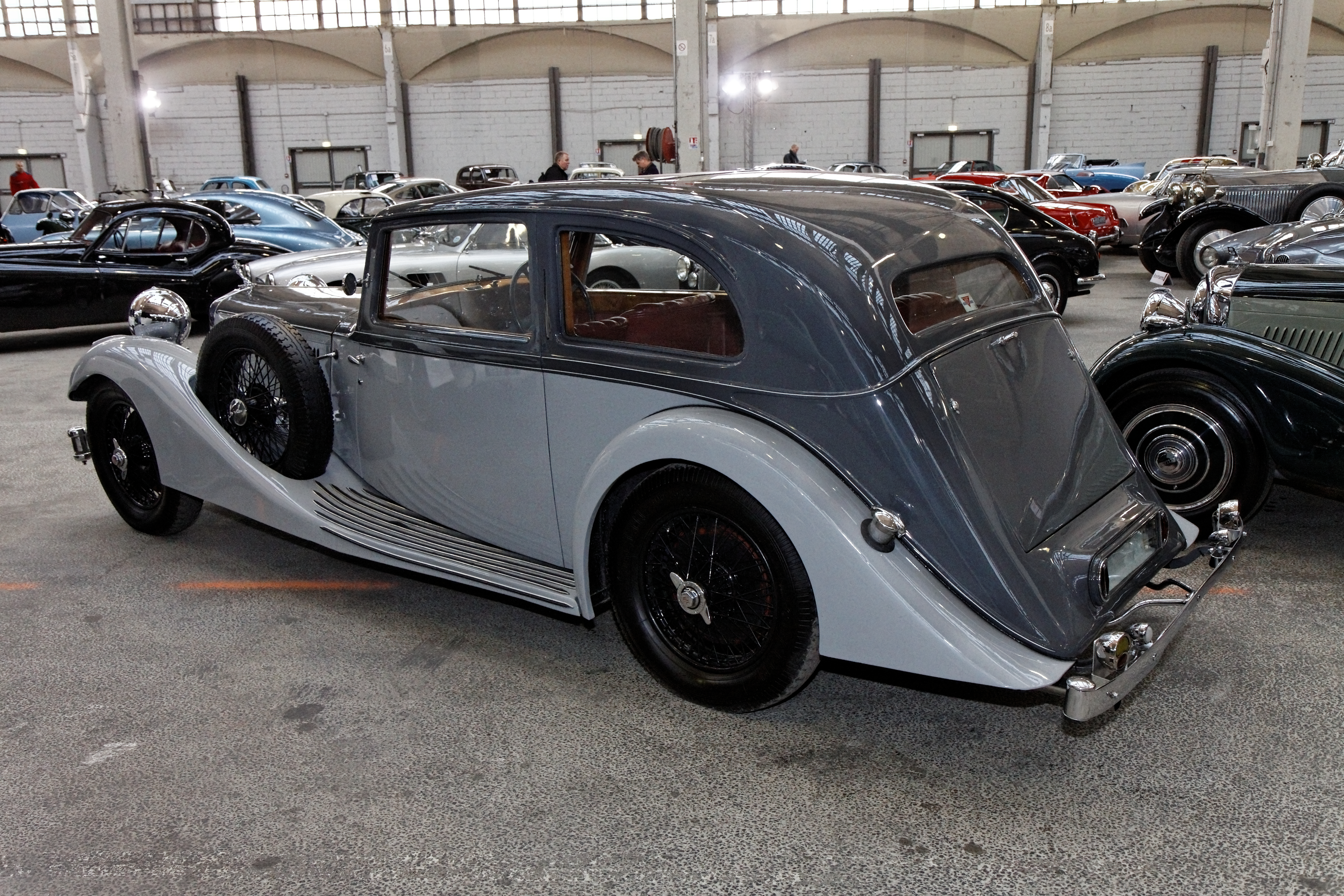
Heckansicht

Der Alvis 4.3 litre  war ein PKW, den Alvis von 1936 bis 1940 als Nachfolger des 3½ litre baute.
Der 1936 vorgestellte 4.3 litre SA hatte einen Sechszylinder-Reihenmotor mit hängenden Ventilen mit einem Hubraum von 4387 cm³ (Bohrung × Hub = 92 mm × 110 mm), der – beatmet von drei SU-Vergasern – eine Leistung von 137 bhp (101 kW) bei 3600/min. abgab. Fahrgestelle waren mit den  Radständen 3150 mm oder 3226 mm erhältlich. Die Spurweite betrug, wie beim Vorgänger, 1422 mm. Auch das Fahrwerk entsprach dem Vorgänger: Hinten war eine angetriebene Starrachse eingebaut, die an halbelliptischen Längsblattfedern hing. Vorne hatte der Wagen Einzelradaufhängung an einer Querblattfeder.
Die Höchstgeschwindigkeit lag bei 161 km/h. Dies entspricht 100,5 mph. Es handelte sich also um ein echtes „Hundertmeilenauto“.
Der 4.3 litre war als Tourenwagen, als Limousine oder als Cabriolet erhältlich. Die Aufbauten waren 4851 mm lang und 1778 mm breit. Üblicherweise lieferte Alvis nur das fahrbereite Fahrgestell und Stellmacherbetriebe erstellten die Aufbauten im Auftrag des Werkes oder der Kunden.
1940 wurde die Fertigung des 4.3 litre kriegsbedingt ersatzlos eingestellt.

## Galeriebilder

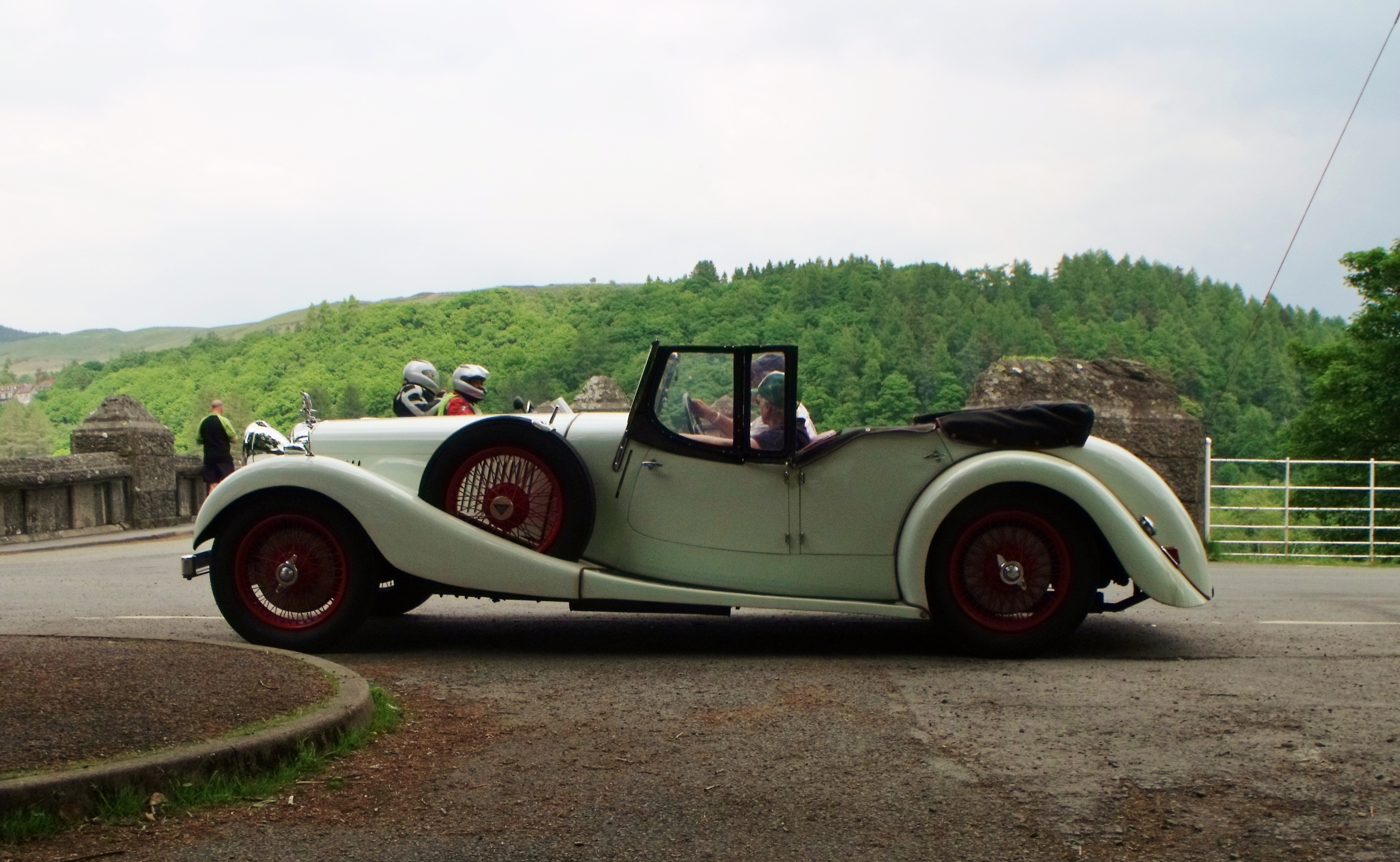
Alvis 4.3 litre Tourenwagen auf kurzem Fahrgestell mit Aufbau von Vanden Plas
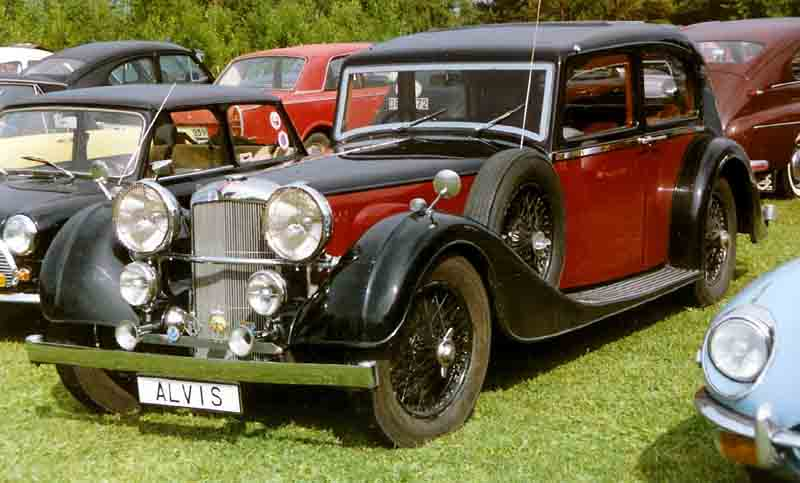
Alvis 4.3 litre Limousine (1938)
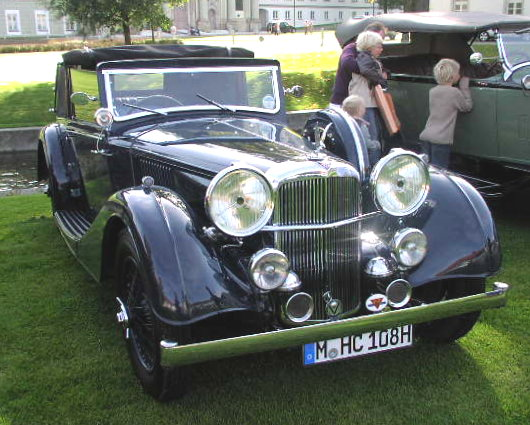
Alvis 4.3 litre Cabriolet
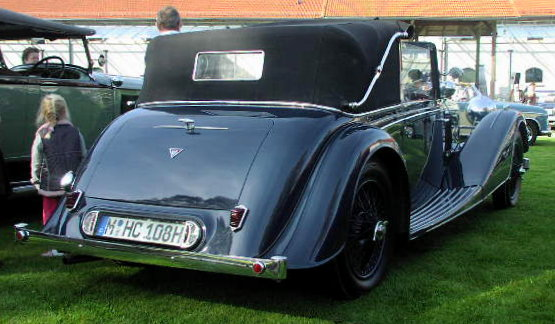
Heckansicht